# Garoafe

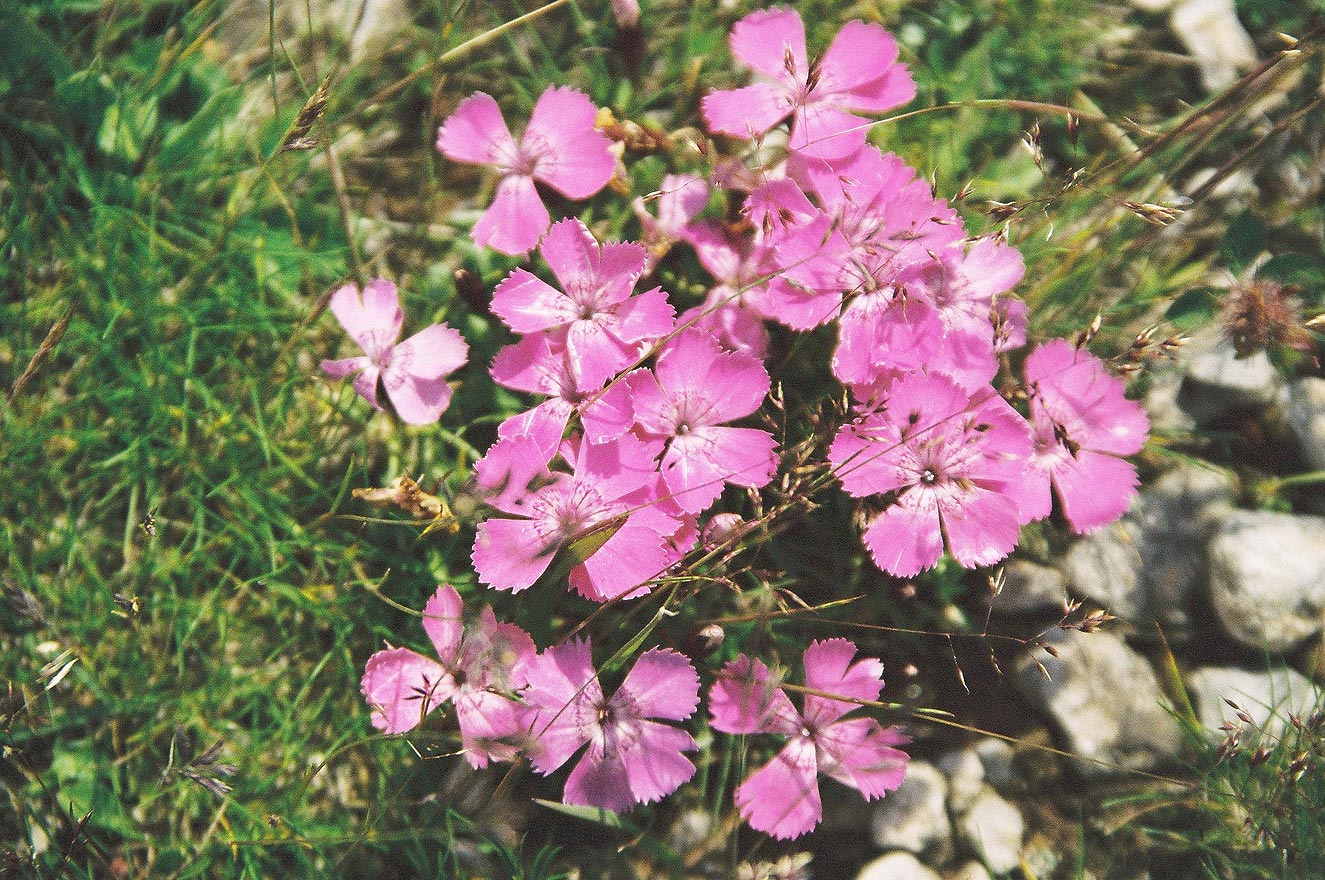
Dianthus alpinus

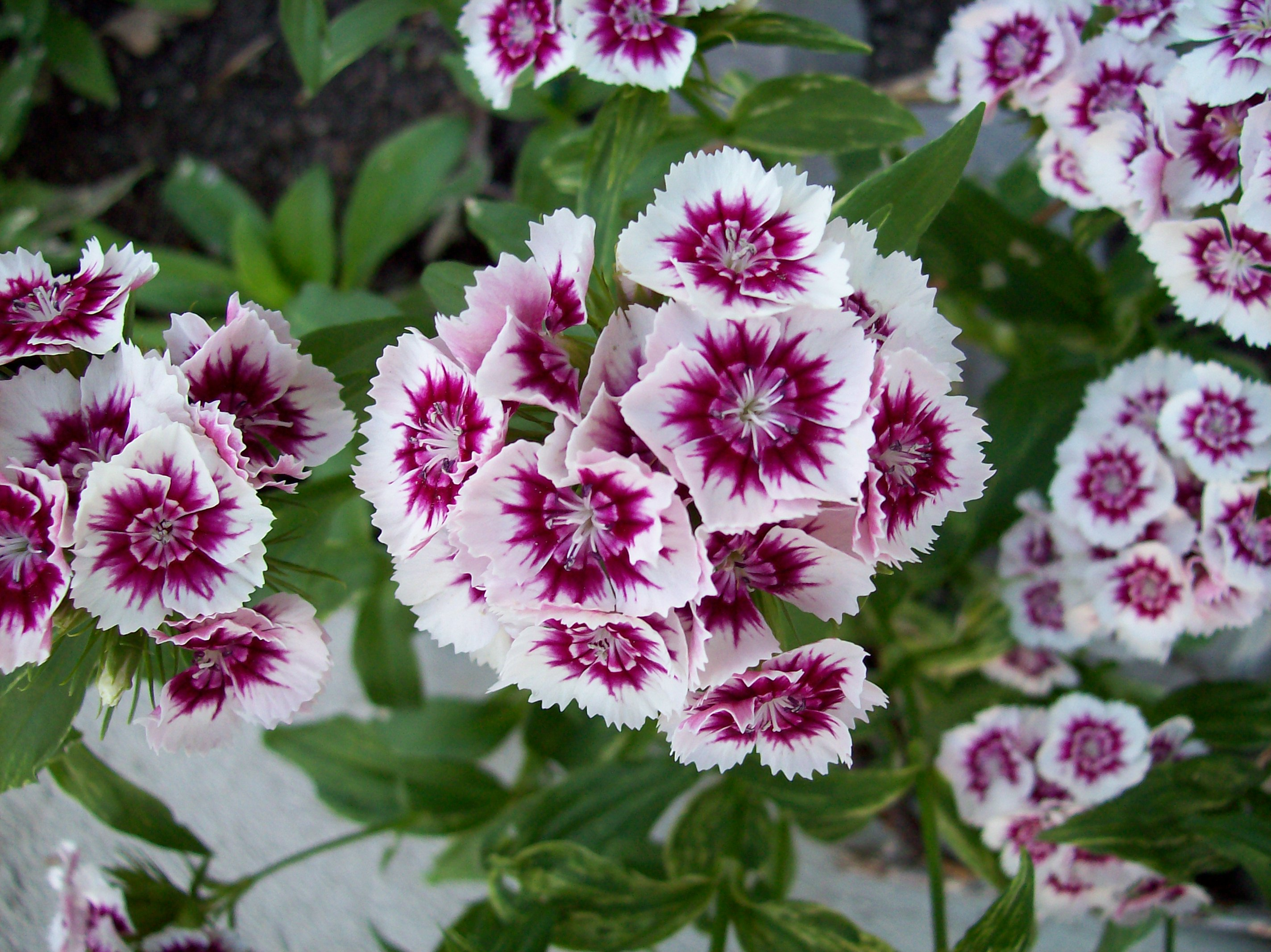
Sweet William Dwarf, Dianthus barbatus

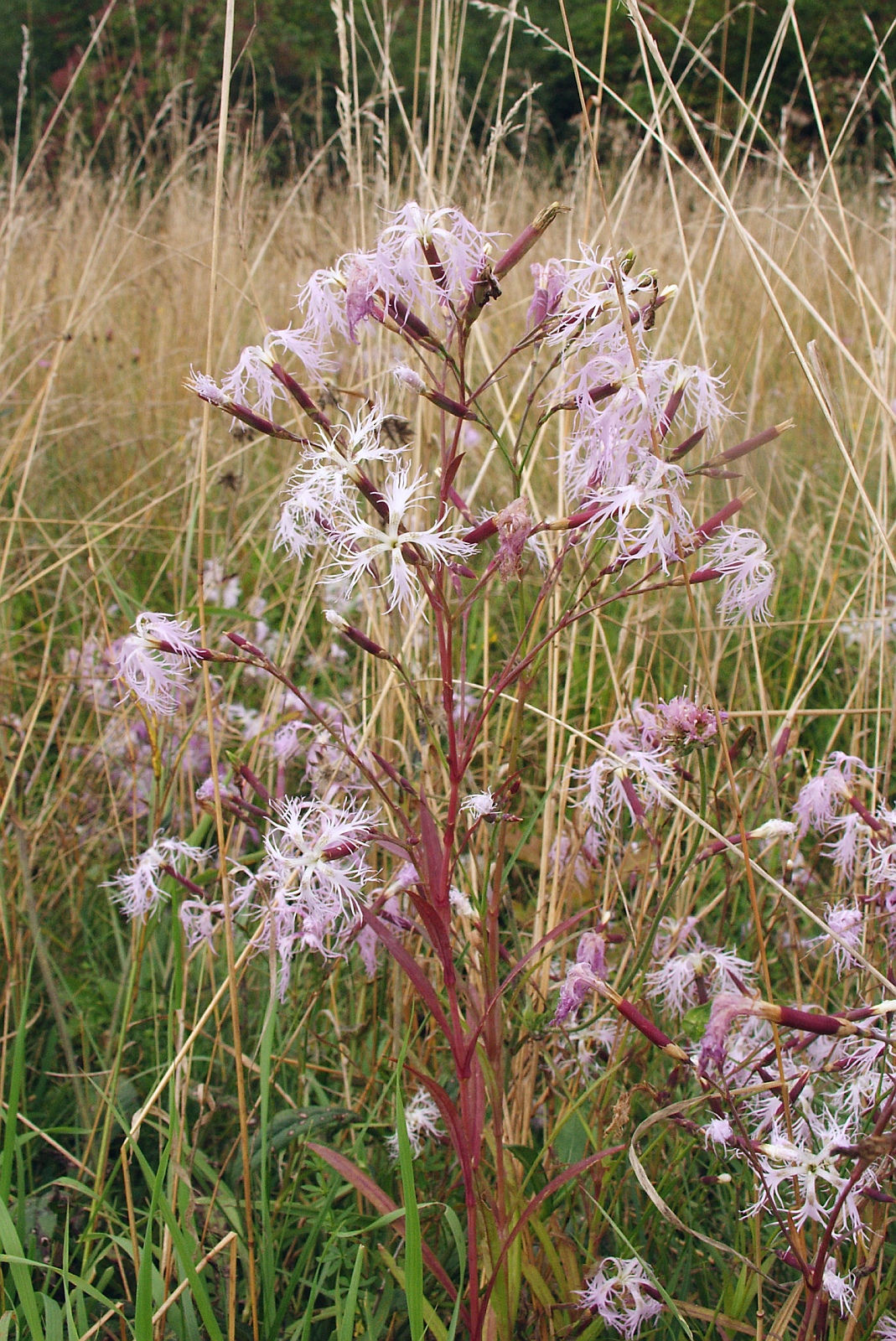
Dianthus superbus

Garofița (sau Dianthus) este un gen cu cca. 300 specii de plante cu flori din familia Caryophyllaceae, cele mai  multe originare din Europa și Asia, foarte puține din Africa de Nord și doar o singură specie (D. repens) din America de Nord arctică.

## Specii (selecție)
| - Dianthus alpinus - Dianthus amurensis - Dianthus anatolicus - Dianthus arenarius - Dianthus armeria - Dianthus barbatus - Dianthus biflorus - Dianthus brevicaulis - Dianthus burgasensis - Dianthus callizonus - Dianthus campestris - Dianthus capitatus - Dianthus carthusianorum - Dianthus caryophyllus - Dianthus chinensis - Dianthus cruentus - Dianthus deltoides - Dianthus erinaceus - Dianthus freynii - Dianthus fruticosus - Dianthus furcatus - Dianthus gallicus - Dianthus giganteus - Dianthus glacialis - Dianthus gracilis - Dianthus graniticus | - Dianthus gratianopolitanus - Dianthus haematocalyx - Dianthus japonicus - Dianthus kladovanus - Dianthus knappii - Dianthus lusitanus - Dianthus microlepsis - Dianthus moesiacus - Dianthus monspessulanus - Dianthus myrtinervius - Dianthus nardiformis - Dianthus nitidus - Dianthus pavonius - Dianthus petraeus - Dianthus pinifolius - Dianthus plumarius - Dianthus pungens - Dianthus repens - Dianthus scardicus - Dianthus seguieri - Dianthus simulans - Dianthus spiculifolius - Dianthus squarrosus - Dianthus subacaulis - Dianthus superbus - Dianthus sylvestris - Dianthus urumoffii - Dianthus zonatus |

## Galerie

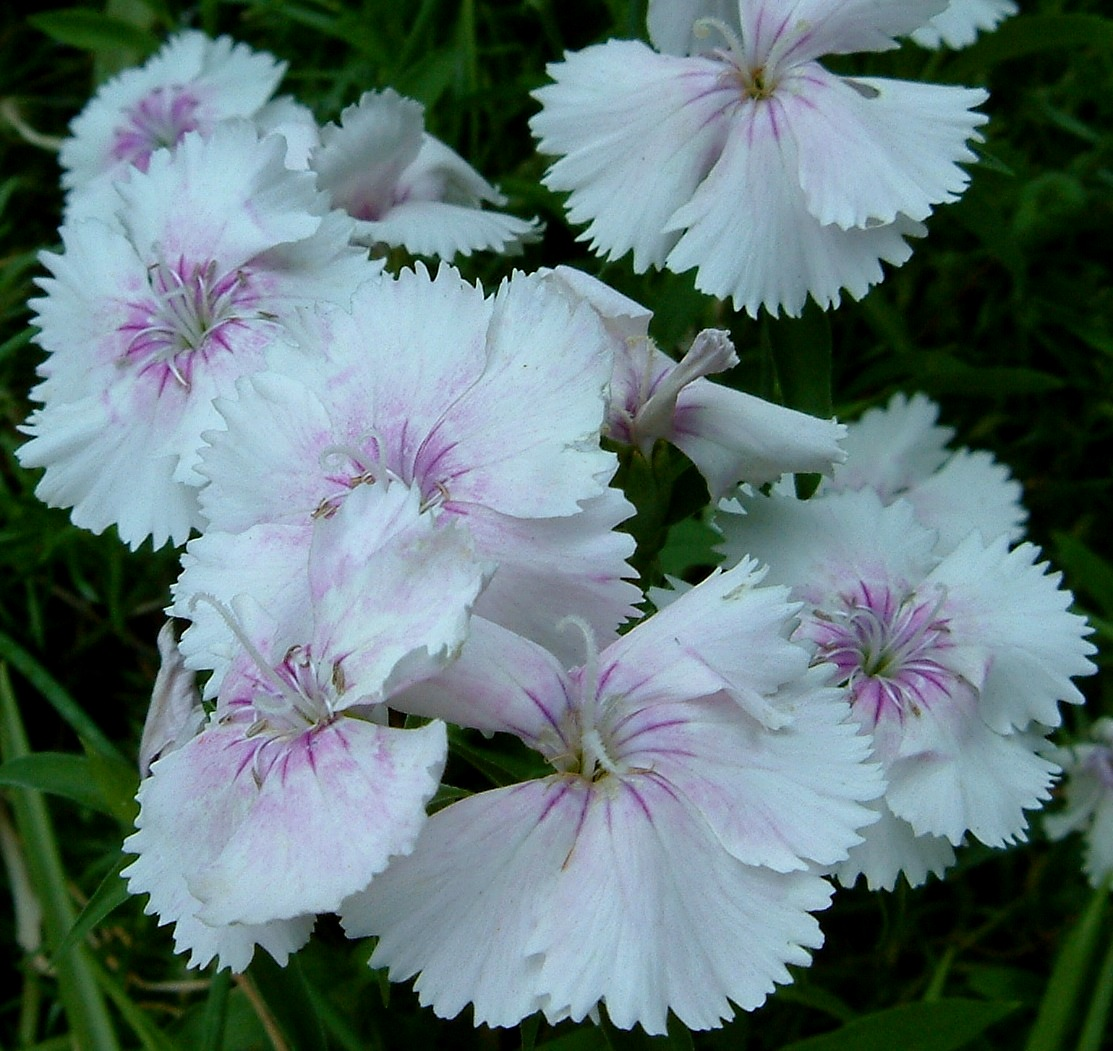
Dianthus barbatus
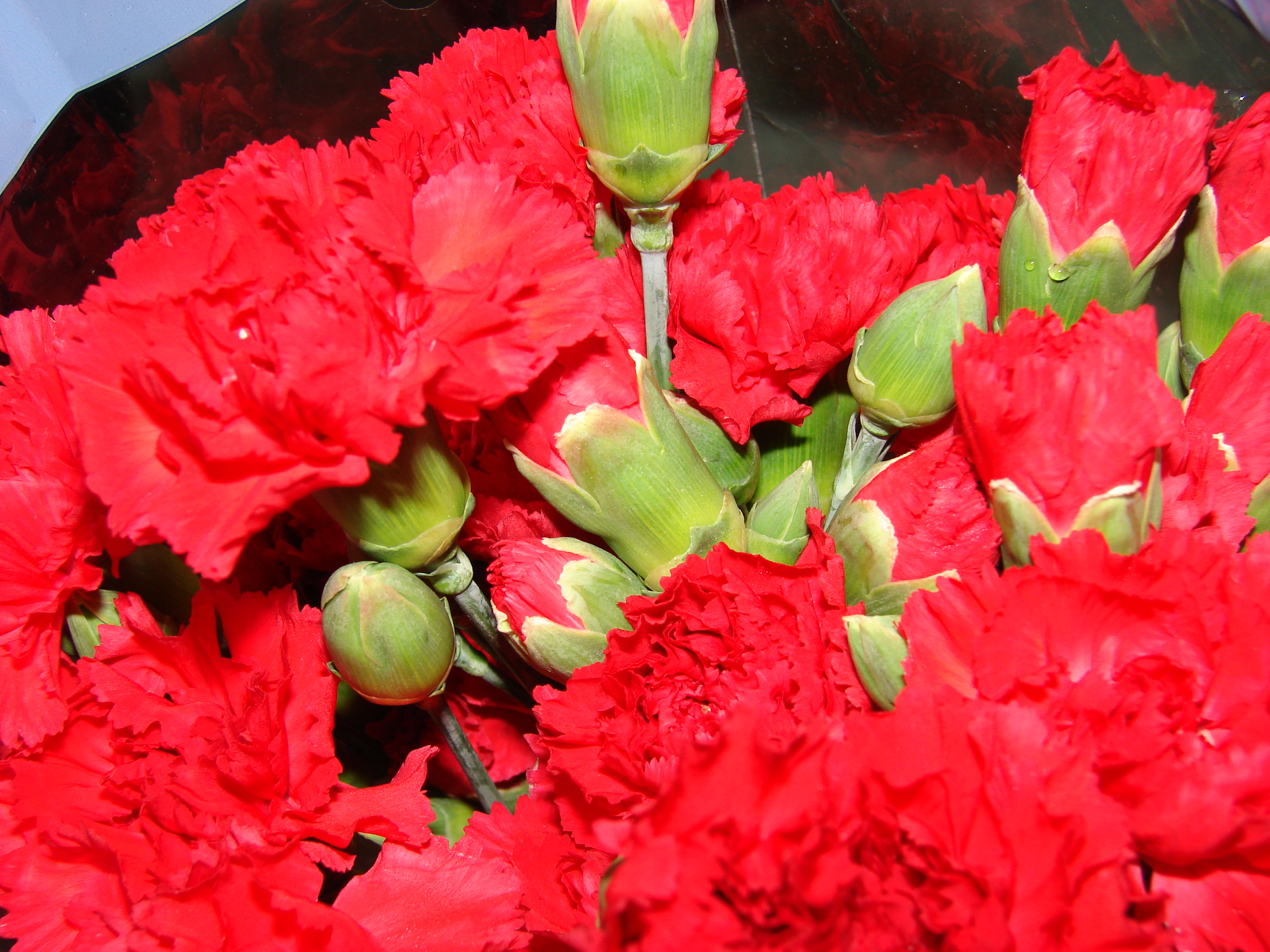
D. caryophyllus
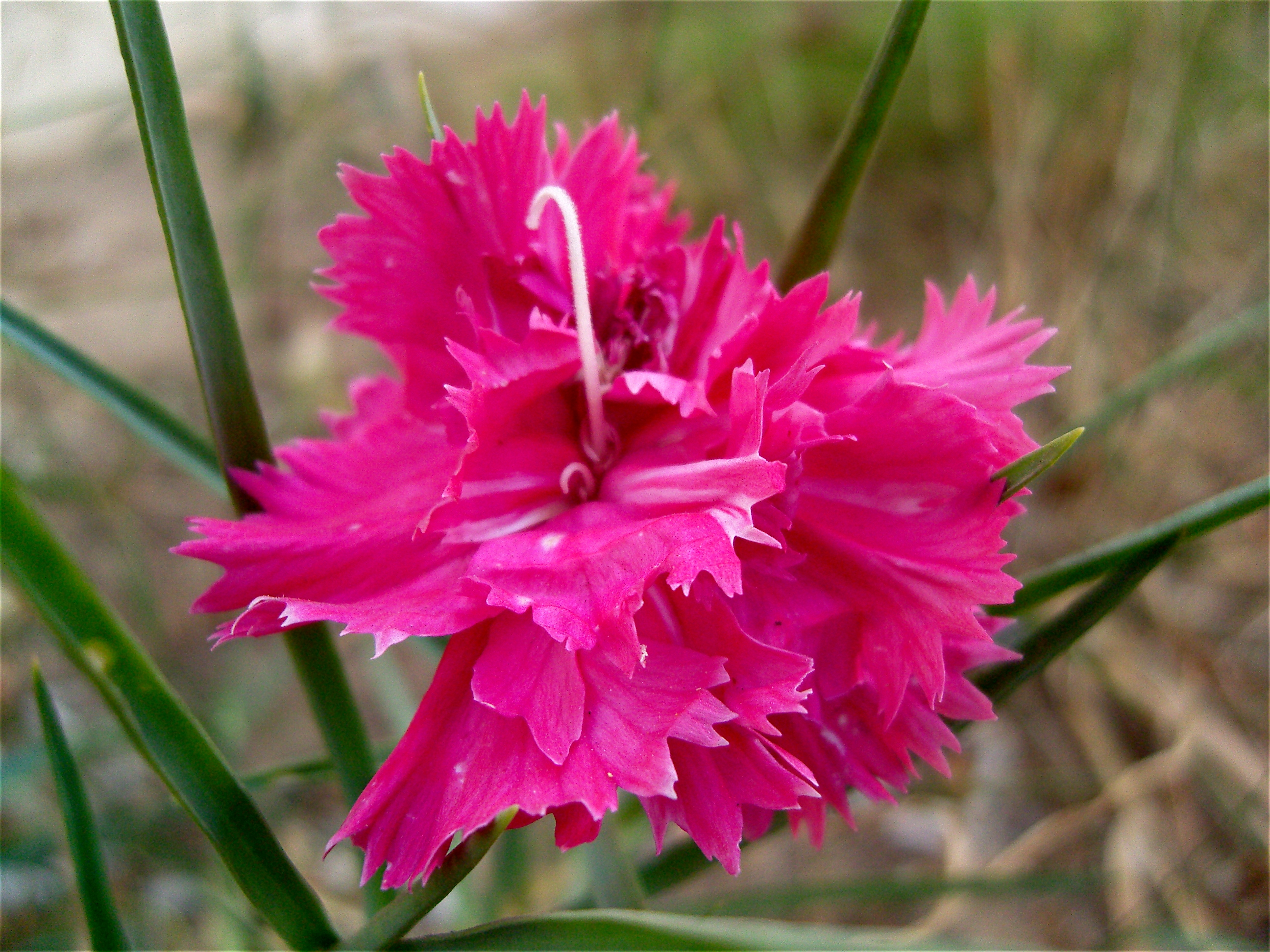
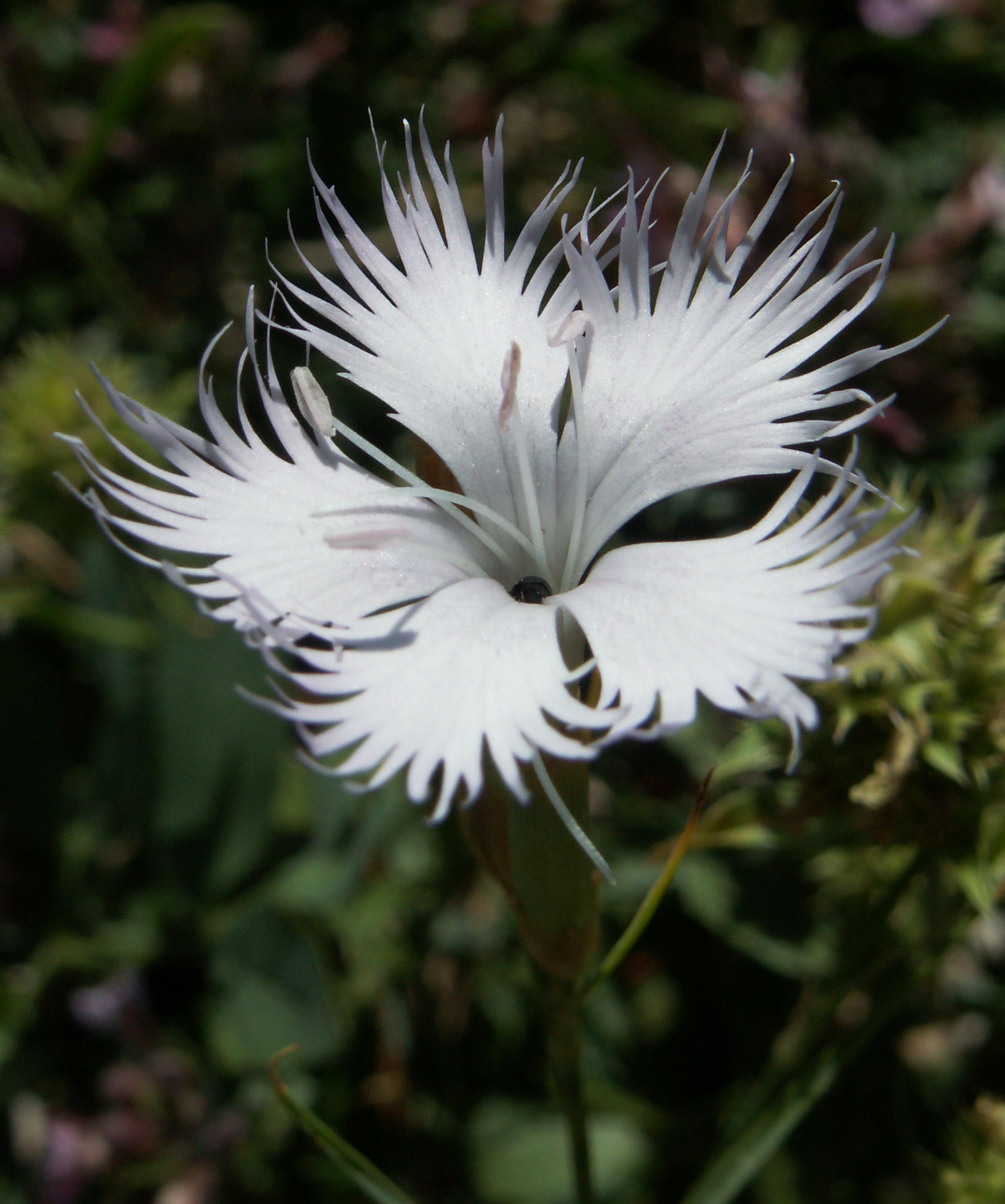
Dianthus monspessulanus
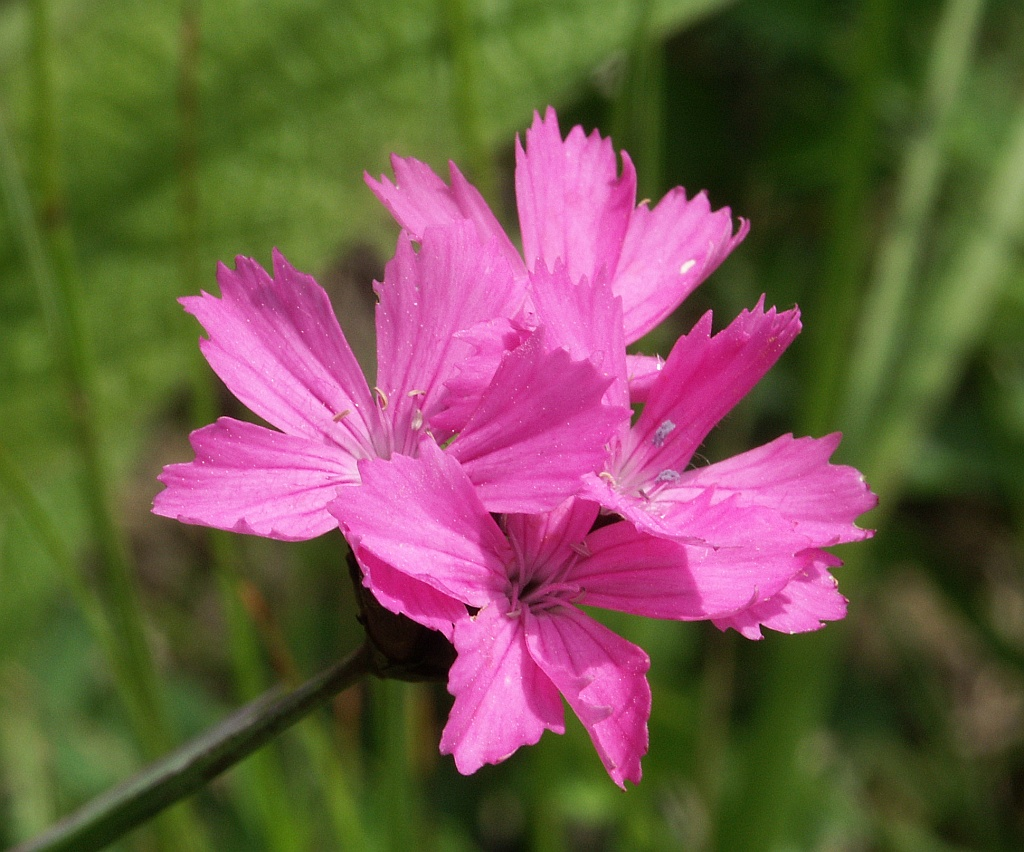
Dianthus carthusianorum
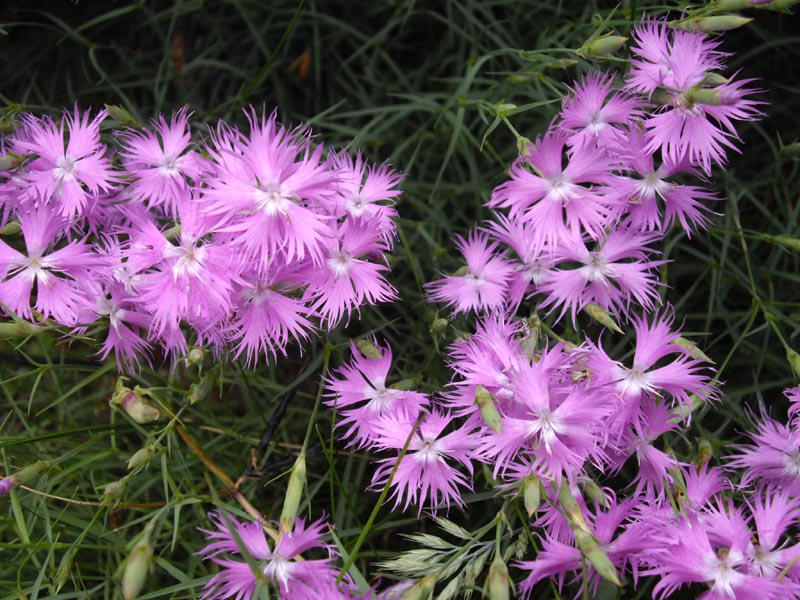
Carnation D. monspessulanus
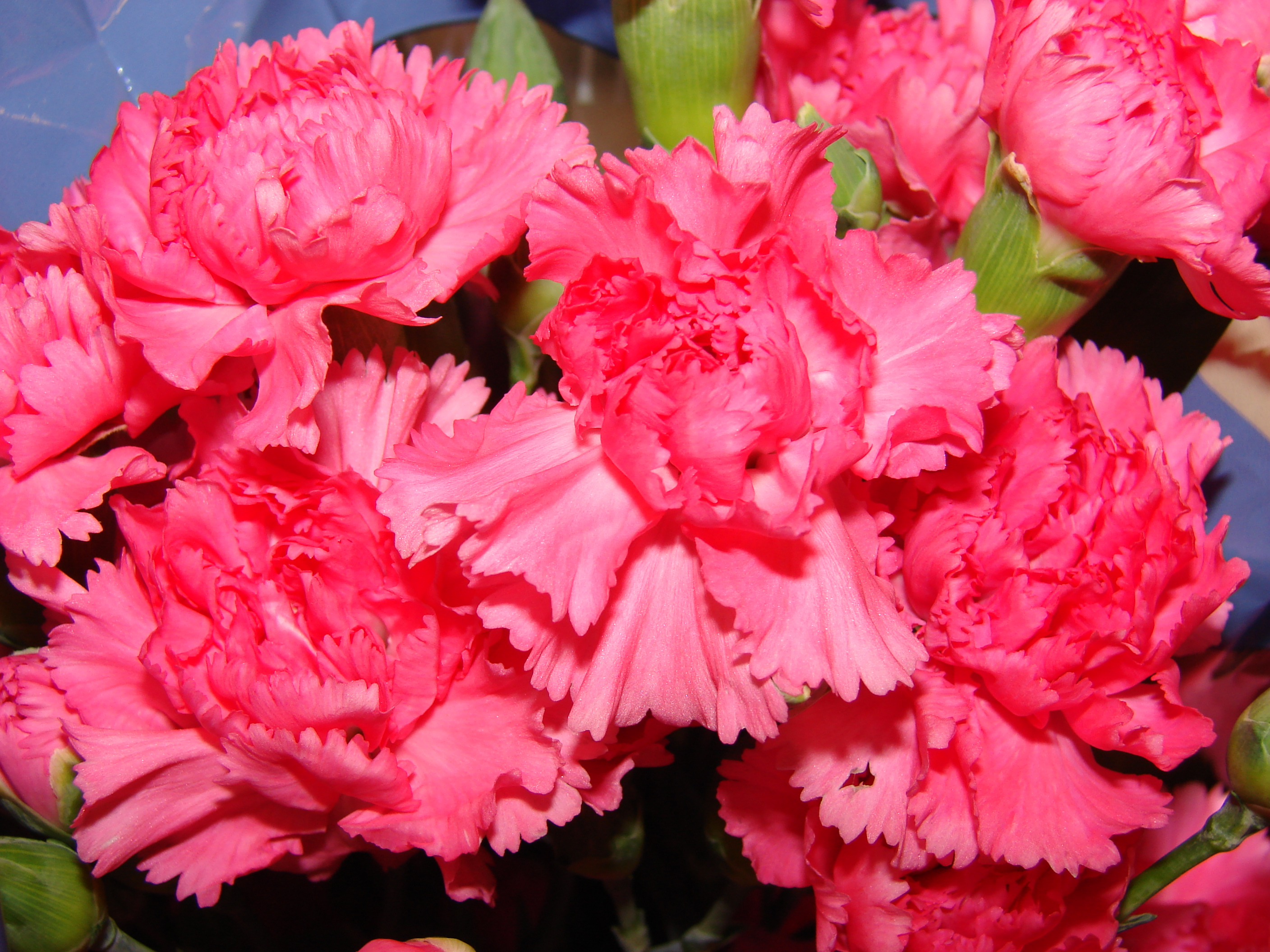
D.caryophyllus
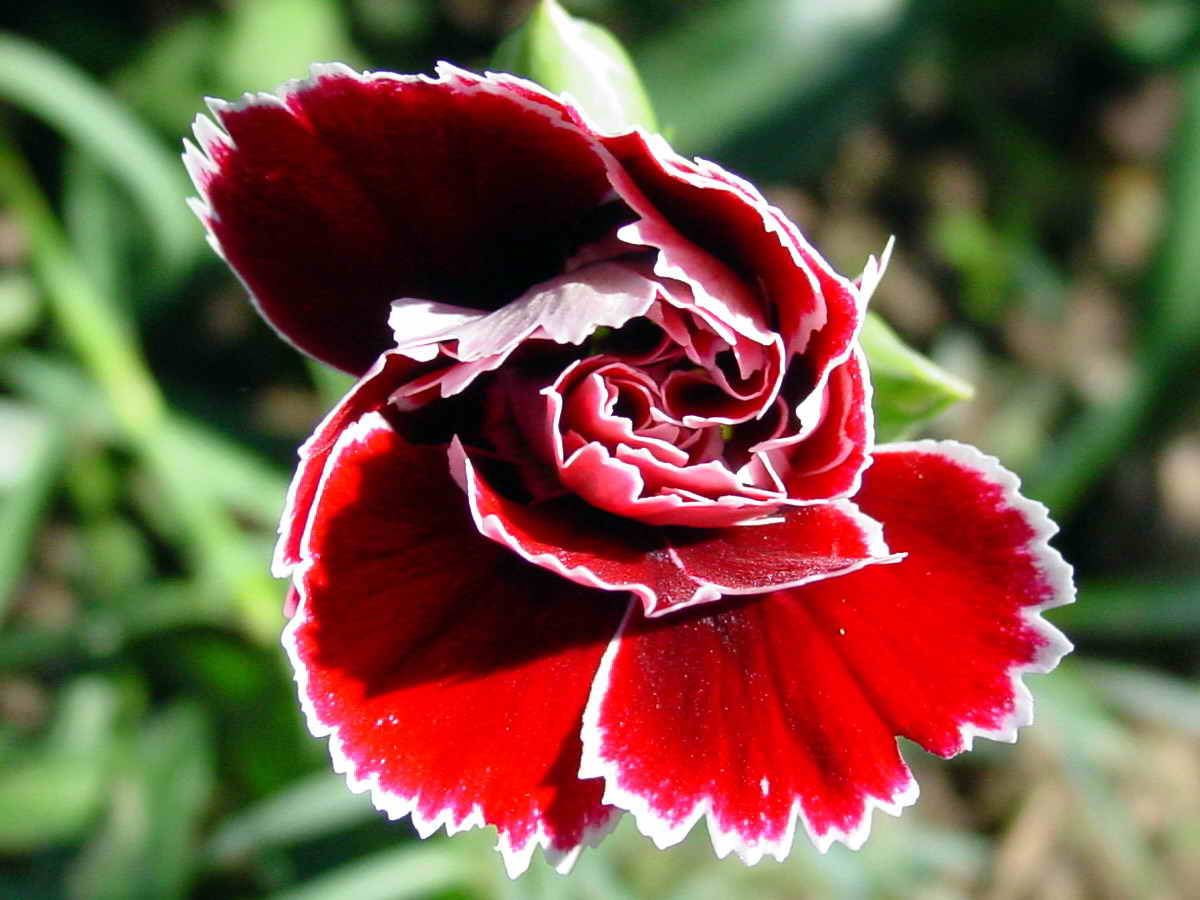
Dianthus caryophylus (red)
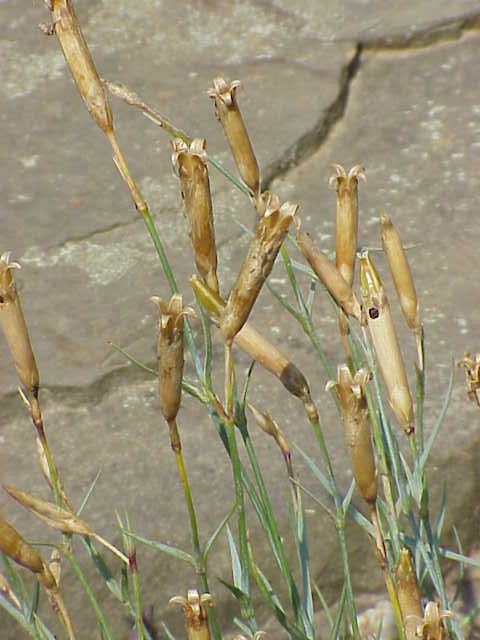
Semințe de D.caryophyllus

## Legături externe
Materiale media legate de Garoafe la Wikimedia Commons
- „Dianthus” în Dicționar dendrofloricol la DEX online

)